# Rahavavy
Genre
Rahavavy est un genre d'araignées aranéomorphes de la famille des Phyxelididae.

## Distribution
Les espèces de ce genre sont endémiques de Madagascar.

## Liste des espèces
Selon World Spider Catalog (version 17.5, 14/09/2016) :
- Rahavavy fanivelona (Griswold, 1990)
- Rahavavy ida Griswold, Wood & Carmichael, 2012
- Rahavavy malagasyana (Griswold, 1990)

## Publication originale
- Griswold, Wood & Carmichael, 2012 : The lace web spiders (Araneae, Phyxelididae) of Madagascar: phylogeny, biogeography and taxonomy. Zoological Journal of the Linnean Society, vol. 164, no 4, p. 728-810.